# The Dubliners

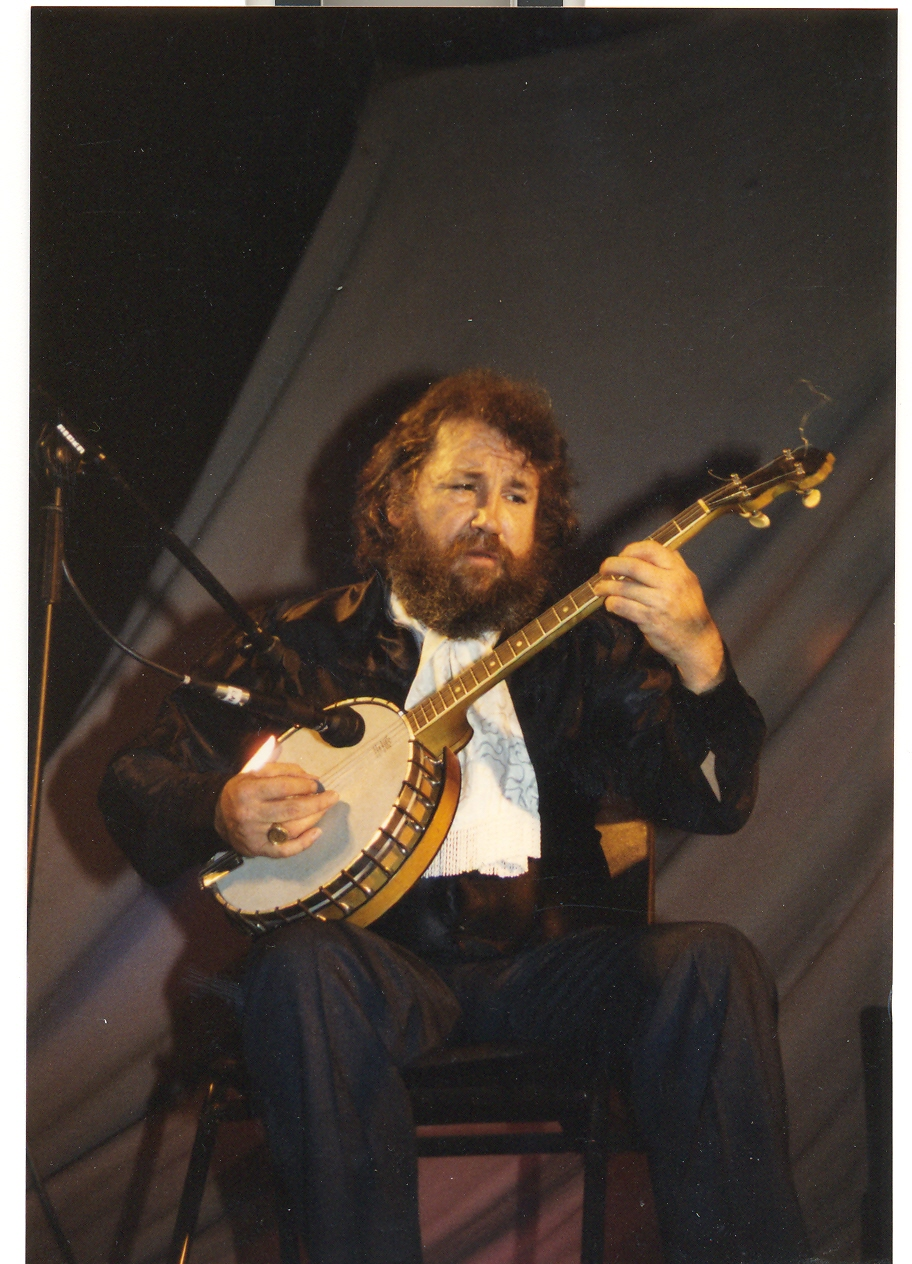
Barney McKenna

The Dubliners waren een Ierse band die vooral folkmuziek maakte.

## Geschiedenis
De band werd in 1962 opgericht in de Ierse hoofdstad Dublin. De originele bandleden waren:
- Ronnie Drew (zang, gitaar)
- Luke Kelly (zang, banjo, gitaar)
- Barney McKenna (banjo)
- Ciarán Bourke (fluit, harmonica, gitaar, zang)
- John Sheahan (viool) sinds 1964

De oorspronkelijk naam van de band was The Ronnie Drew Ballad Group. Deze naam werd echter veranderd in de naam waaronder ze algemeen bekend zijn geworden. Het is een verwijzing naar het boek Dubliners uit 1914 van James Joyce, dat toentertijd werd gelezen door Luke Kelly. 
Hun eerste hit in het Verenigd Koninkrijk was Seven Drunken Nights, dat in 1967 de zevende plaats in de hitparade behaalde. Ook in Nederland werd het een hit: in de Veronica Top 40 kwam het tot een 29ste plaats.
De samenstelling van The Dubliners is in de loop der jaren verschillende keren gewijzigd. Ronnie Drew verliet in de jaren 70 enige tijd de groep, waarna hij werd vervangen door Jim McCann.
Ciarán Bourke zakte in 1974 op het podium in elkaar, als gevolg van een hersenbloeding waarvan hij nooit herstelde. Bourke stierf uiteindelijk in 1988.
Luke Kelly overleed in 1984. Beide mannen werden vervangen door Seán Cannon en Eamonn Campbell. Na 34 jaar verliet Drew de band voorgoed en werd vervangen door Paddy Reilly. In 2005 wilde Paddy Reilly het wat kalmer aan doen en werd vervangen door Patsy Watchorn, ex-zanger van de Dublin City Ramblers.
The Dubliners hebben in al die jaren tientallen albums op hun naam weten te schrijven en vierden hun 15e, 25e, 30e en 40e verjaardag met een album. Ze hebben ook platen opgenomen met diverse andere artiesten, waarvan The Pogues het bekendst zijn. Daarnaast heeft de groep nog geacteerd: alle originele leden werden gecast voor de originele uitvoering van Richard's Cork Leg van Brendan Behan, dat werd gespeeld in het Abbey Theatre in 1972. Ook acteerden de leden in 1964 in de film O'Donoghue's Opera, die voor een groot deel is opgenomen in O'Donoghue's pub in Dublin, waar de groep ook begon.
Oprichter Ronnie Drew overleed op 16 augustus 2008 in Dublin aan de gevolgen van strottenhoofdkanker. In de ochtend van 5 april 2012 overleed Barney McKenna onverwacht in zijn huis in Dublin. Hij werd vervangen door de Ierse banjospeler Gerry O'Conner, waarmee de concertreeks rond 50 jaar The Dubliners afgewerkt werd.
Na 50 jaar te hebben gespeeld, kondigde de band in de herfst van 2012 aan ermee te stoppen, volgend op het overlijden van medeoprichter Barney McKenna. De nog in leven zijnde leden van de groep, met uitzondering van John Sheahan, werken nu onder de naam The Dublin Legends.

## Oud-leden
- Ronnie Drew (16 september 1934 - 16 augustus 2008) actief van 1962 tot 1974, van 1979 tot 1996 en gastoptreden 2002
- Luke Kelly (17 november 1940 - 30 januari 1984) actief van 1962 tot 1964 en van 1966 tot 1984
- Barney McKenna (16 december 1939 - 5 april 2012) actief van 1962 tot 2012
- Ciarán Bourke (18 februari 1935 - 10 mei 1988) actief van 1962 tot 1974, tot hij getroffen werd door een hersenbloeding, is wel steeds lid gebleven
- John Sheahan (19 mei 1939) actief van 1964 tot 2012
- Bobby Lynch (18 maart 1935 - 2 oktober 1982) actief van 1964 tot 1965
- Jim McCann (26 oktober 1944 - 5 maart 2015) actief van 1974 tot 1979 en gastoptredens in 1984, 2002 en 2012
- Seán Cannon (29 november 1940) actief van 1982 tot 2012
- Eamonn Campbell (29 november 1946 - 18 oktober 2017) actief van 1987 tot 2012
- Paddy Reilly (18 oktober 1939) actief van 1996 tot 2005 en gastoptreden in 1984
- Patsy Watchorn (16 oktober 1944) actief van 2005 tot 2012

## Discografie

### Albums
| - The Dubliners (1964, livealbum) - In Concert (1965, livealbum) - Finnegan's Wake (1966, livealbum) - A Drop of the Hard Stuff (1967) - More of the Hard Stuff (1967) - The Best of The Dubliners (1967, verzamelalbum, Transatlantic TRA 158) - Drinking and Courting (1968) - At It Again (1968) - Live at the Royal Albert Hall (1969, livealbum) - At Home with The Dubliners (1969) - It's The Dubliners (1969, verzamelalbum) - A Drop of The Dubliners (1969, verzamelalbum) - Revolution (1970) - Hometown (1972, livealbum) - Double Dubliners (1972) - Plain and Simple (1973) - Live (1974, livealbum) - Now (1975) - A Parcel of Rogues (1976) - Drinking and Wenching (1967 - 1969) (1976, verzamelalbum) - Live at Montreux (1977, livealbum) - Home, Boys, Home (1977, verzamelalbum) - 15 Years On (1977) - 20 Original Greatest Hits (1978, verzamelalbum) - The Dubliners Collection (1979, 3 albums Chyme Records CHBX-3-1011) - Together Again (1979) - 20 Original Greatest Hits, Volume 2 (1981, verzamelalbum) - 18 Original Greatest Hits, Volume 3 (1981, verzamelalbum) - 21 Years On (1983, livealbum) - Prodigal Sons (1983) - Live at Carré (1985, livealbum) - Luke's Legacy (1986, verzamelalbum) | - 25 Years Celebration (1987) - Dubliner's Dublin (1988) - Greatest Hits (1989, NL verzamelalbum, Sound SPH CD 7789) - 30 Years A-Greying (1992) - Off to Dublin Green (1992, verzamelalbum) - Original Dubliners (1993, verzamelalbum) - Milestones (1995, verzamelalbum) - Further Along (1996) - Alive Alive-O (1997, livealbum) - The Defenitive Transatlantic Collection (1997, livealbum) - At Their Best (1998, verzamelalbum) - Ageless Classics - The Transatlantic Years Revisited (1998, verzamelalbum) - Collection (2000, verzamelalbum) - Definitive Dubliners (2000, verzamelalbum) - The Best of The Dubliners (2002, verzamelalbum) - The Transatlantic Anthology (2002, verzamelalbum) - 40 Years (2002, verzamelalbum met enkele nieuwe nummers) - Live at the Gaiety (2002, livealbum) - Spirit of the Irish (2003, verzamelalbum) - Wild Irish Rovers (2005, verzamelalbum) - The Dubliners Collection (2006, verzamelalbum) - Too Late to Stop Now: The Very Best of the Dubliners (2006, verzamelalbum) - Live At Vicar Street (2006, livealbum) - The Late Late Show Tribute to The Dubliners (2008, live opgenomen in 1987 met speciale gasten) - A Time to Remember (2009, livealbum) - The Very Best of The Dubliners (2009, verzamelalbum) - The Very Best of the Original Dubliners (2010, verzamelalbum) - Wild Rover (2011, verzamelalbum) - 50 Years (2012, verzamelalbum) - An Evening with the Dublin Legends: Live in Vienna (2014, livealbum) |

### Hitnoteringen
| Album met eventuele hitnotering(en) in de Nederlandse Album Top 100 | Datum van verschijnen | Datum van binnenkomst | Hoogste positie | Aantal weken | Opmerkingen |
| ------------------------------------------------------------------- | --------------------- | --------------------- | --------------- | ------------ | ----------- |
| Greatest Hits                                                       | 1989                  | 08-04-1989            | 13              | 16           |             |

### NPO Radio 2 Top 2000
| Nummer met noteringen in de NPO Radio 2 Top 2000 | '99 | '00 | '01 | '02 | '03 | '04 | '05 | '06 | '07 | '08 | '09  | '10  | '11  | '12 | '13  | '14  | '15  | '16  | '17  | '18  | '19  | '20  | '21  | '22  | '23  | '24  |
| ------------------------------------------------ | --- | --- | --- | --- | --- | --- | --- | --- | --- | --- | ---- | ---- | ---- | --- | ---- | ---- | ---- | ---- | ---- | ---- | ---- | ---- | ---- | ---- | ---- | ---- |
| The Wild Rover                                   | 674 | -   | 794 | 788 | 575 | 749 | 614 | 663 | 786 | 676 | 1044 | 1068 | 1046 | 905 | 1008 | 1128 | 1224 | 1186 | 1314 | 1292 | 1126 | 1297 | 1366 | 1442 | 1386 | 1584 |

1. ↑  Een '-' betekent dat het nummer niet was genoteerd en een vetgedrukt getal geeft de hoogste notering aan.